# 维德岛
维德岛是法罗群岛最北端的岛屿。位于博罗伊岛以东，并有一条堤路与其相连。该岛名字直译为“木岛”，但岛上并没有树木。“木岛”一名与来自西伯利亚与北美的漂流木有关。该岛面积41平方公里（居第7位），总人口604（2021年1月）。该岛最高点841米。岛上共有11座山峰。